# Ralph Steiner
Pour les articles homonymes, voir Steiner.
Ralph Steiner est un photographe et un documentariste américain né le 8 février 1899 à Cleveland,  dans l'État de l'Ohio et mort le 13 juillet 1986 dont les documentaires qu'il produit dans les années 1930 sont désormais des films de référence et des classiques, notamment The Plow that Broke the Plains et The City (ce dernier en collaboration avec Willard Van Dyke); à son décès, il fut nommé le tout dernier photographe moderniste américain.